# Yonathan Andía
Yonathan Wladimir Andía León (ur. 6 sierpnia 1992 w Los Ángeles) – chilijski piłkarz występujący na pozycji prawego obrońcy, reprezentant Chile, od 2021 roku zawodnik Universidadu de Chile.